# Seridó (Paraíba)
São Vicente do Seridó is een gemeente in de Braziliaanse deelstaat Paraíba. De gemeente telt 10.091 inwoners (schatting 2009).
De gemeente grenst aan Cubati, Juazeirinho, Olivedos, Pedra Lavrada, Soledade en Parelhas.